# 옛 석성 우체국
옛 석성 우체국은 충청남도 부여군 석성면 석성리에 있는 건축물이다.  2012년 8월 28일 부여군의 향토문화유산 제115호로 지정되었다.

## 개요
두 개의 건물을 서로 직각으로 배치한 형태로 1933년 신축하였다. 현재 식당으로 사용되고 있는 건물은 우체국사무실(청사)로 사용되었고, 현재 일반주택은 우체국관사로 사용하였다. 우체국사무실은 외부가 일부 변형이 이루어졌으나 내부구조는 옛 구조를 그대로 이용하고 있다. 우체국관사는 일본건축의 모습을 잘 간직하고 있어 일제 강점기 관공서 건축의 모습을 살펴볼 수 있는 귀중한 자료이다.